# Fabrosauridae
Die Einteilung der Lebewesen in Systematiken ist kontinuierlicher Gegenstand der Forschung. So existieren neben- und nacheinander verschiedene systematische Klassifikationen. 
Das hier behandelte Taxon ist durch neue Forschungen obsolet geworden oder ist aus anderen Gründen nicht Teil der in der deutschsprachigen Wikipedia dargestellten Systematik.
Als Fabrosauridae wurde eine Familie der Ornithopoda bezeichnet, in die vor allem Fabrosaurus und Lesothosaurus gestellt wurden. Das Taxon wurde 1964 von Léonard Ginsburg aufgestellt. 
Die Fabrosauridae galten als früheste Repräsentanten der Ornithopoda. Aus ihnen sollten sich alle anderen Formen entwickelt haben. Schon in den 1980er Jahren wurde durch kladistische Analysen der Paläontologen Jacques Gauthier und Paul Sereno erkannt, dass es sich bei den Fabrosauriden nicht um ein monophyletisches Taxon handelt, und das Lesothosaurus kein Ornithopode war, sondern als ursprünglichster Vogelbeckendinosaurier (Ornithischia) anzusehen ist. Andere zu der Familie gezählten Taxa wurden in verschiedene höhere Ornithischiataxa gestellt. Fabrosaurus gilt als Nomen dubium.